# Jamaica i olympiska sommarspelen 1948
Jamaica deltog med 13 deltagare vid de olympiska sommarspelen 1948 i London. Totalt vann de en guldmedalj och två silvermedaljer.

## Medaljer

### Guld
- Arthur Wint - Friidrott, 400m.

### Silver
- Arthur Wint - Friidrott, 800m.
- Herb McKenley - Friidrott, 400m.